# Adolf von Blanckensee
Wilhelm Philipp Erdmann Adolf von Blanckensee (* 29. November 1812 in Berlin; † 11. Januar 1871 in Amiens, Frankreich) war ein preußischer Generalmajor.

## Leben

### Herkunft
Er stammte aus dem neumärkischen Adelsgeschlecht von Blanckensee und war der Sohn von Georg Wilhelm Philipp von Blanckensee (1769–1847) und dessen Ehefrau Josephine, geborene von Lewinski (1785–1865).

### Militärkarriere
Nach dem Besuch der Kadettenanstalten in Potsdam und Berlin wurde Blanckensee am 10. August 1830 als Sekondeleutnant dem Garde-Jäger-Bataillon der Preußischen Armee überwiesen. 1842/44 war er als Examinator an der Divisionsschule der 1. Garde-Division tätig. Im Verlauf seiner Militärkarriere stieg Blanckensee weiter auf, wurde am 19. Januar 1863 Kommandeur des Infanterie-Regiments Nr. 66 und als solcher am 17. März 1863 zum Oberst befördert. Während des Krieges gegen Österreich nahm er 1866 an den Schlachten bei Münchengrätz und Königgrätz sowie dem Gefecht bei Blumenau teil. Seine Leistungen wurde dabei durch die Verleihung des Kronenordens II. Klasse mit Schwertern anerkannt.
Am 15. September 1866 folgte seine Ernennung zum Kommandanten von Torgau und am 31. Dezember 1866 erhielt Blanckensee den Charakter als Generalmajor. Im Krieg gegen Frankreich befehligte er eine kombinierte Infanterie-Brigade der 3. Reserve-Division, die er bei der Einschließung von Metz führte. Für seine Leistungen in der Schlacht von Noisseville wurde Blanckensee mit dem Eisernen Kreuz II. Klasse ausgezeichnet. Während der Belagerung von Péronne erkrankte er an Gehirntyphus, wurde nach Amiens gebracht und verstarb dort.

### Familie
Blanckensee verheiratete sich am 25. März 1839 in Berlin mit Friederike Sophie Albertine Charlotte von der Trenck (1812–1842). Nach ihrem Tod heiratete er 1846 in Penzlin Alexandrine, verwitwete von Winterfeldt, geborene von Rohr aus dem Hause Penzlin († 1856). Die dritte Ehe ging Blanckensee 1861 in Görlitz mit Anna von Koschembahr (1825–1883) ein. Aus den Ehen gingen sieben Kinder hervor.